# 広島県立三原高等学校
広島県立三原高等学校（ひろしまけんりつ みはらこうとうがっこう）は、広島県三原市宮沖町に所在する公立の高等学校。

## 設置学科
- 全日制課程 普通科
- 定時制課程 普通科

## 概要
歴史
高等女学校を前身とする「広島県三原桜南高等学校」（女子校）と「三原市立明善高等学校」（女子校）、旧制中学校を前身とする「広島県浮城高等学校」（男子校）が統合される形で、1949年（昭和24年）に「広島県三原高等学校」として開校した。
校訓
「敬心愛知・賢志力行」（心を敬い、知を愛す。志を堅くし、つとめ行う。）
校章
柏の葉3枚と「高」の文字を組み合わせたもの。図案は第3回卒業生の本井紀明による。
校歌
作詞は西原寛（第2回卒業生）、作曲は明本京静による。歌詞は3番まであり、各番とも校名の「三原高校」で終わる。

## 沿革
高等女学校・広島県三原桜南高等学校
- 1920年（大正9年）6月10日 - 「広島県三原実科高等女学校」が設置される。
- 1921年（大正10年）3月26日 - 「広島県御調郡立三原実科高等女学校」と改称。
- 1923年（大正12年）3月26日 - 「広島県立三原高等女学校」と改称。
- 1948年（昭和23年）
  - 5月3日 - 学制改革により、高等女学校が廃止され、新制高等学校「広島県三原桜南高等学校」（女子校）が発足。
  - 7月1日 - 定時制課程普通科（夜間）を設置。

高等女学校・三原市立明善高等学校
- 1928年（昭和3年）4月1日 - 「三原町家政女学校」を設置。
- 1935年（昭和10年）9月28日 - 「広島県三原実科高等女学校」と改称。
- 1943年（昭和18年）4月1日 - 「三原市立三原高等女学校」と改称。
- 1948年（昭和23年）5月3日 - 学制改革により、旧制高等女学校が廃止され、新制高等学校「三原市立明善高等学校」（女子校）が発足。

旧制中学校・広島県浮城高等学校
- 1943年（昭和18年）4月1日 - 「広島県立三原中学校」（旧制中学校、男子校）の設置が認可される。
- 1948年（昭和23年）5月3日 - 学制改革により、旧制中学校が廃止され、新制高等学校「広島県浮城高等学校」（男子校）が発足。普通科を設置。

3校統合
- 1949年（昭和24年）4月30日 - 広島県内の高等学校再編（高校三原則）により上記3校（県立2校・市立1校）を統合し、総合制高等学校「広島県三原高等学校」が発足。
  - 全日制課程3学科（普通・商業・家庭）と定時制課程2学科（普通・家庭）を設置。
- 1951年（昭和26年）4月1日 - 家庭科を生活科に改称。
- 1952年（昭和27年）3月10日 - 定時制課程生活科の募集を停止。
- 1953年（昭和28年）12月26日 - 校舎敷地が県に移管される。
- 1955年（昭和30年）3月31日 - 商業科の募集を停止。定時制課程生活科が廃止され、定時制課程は普通科のみとなる。
- 1956年（昭和31年）5月16日 - 図書館（現・生徒会・文化部室等）が完成。
- 1957年（昭和32年）3月31日 - 商業科を廃止。
- 1958年（昭和33年）2月10日 - 広島県三原東高等学校の新設に伴い、三原学区2校（三原・三原東）での総合選抜入試を開始。
- 1961年（昭和36年）
  - 4月1日 - 生活科を家政科と改称。
  - 9月30日 - 弓道場が完成。
- 1962年（昭和37年）7月9日 - 家政科の募集を停止。講堂兼体育館（現・格技場）が完成。
- 1963年（昭和38年）12月9日 - 三原地区2校での総合選抜制を廃止。
- 1964年（昭和39年）3月31日 - 家政科が廃止され、全日制課程は普通科のみとなる。
- 1968年（昭和43年）10月1日 - 「広島県立三原高等学校」（現校名）に改称（県の後に「立」が加えられる）。
- 1976年（昭和51年）4月1日 - 広島県第8学区での総合選抜入試を開始（再び三原・三原東の2校で総合選抜を行う）。
- 1985年（昭和61年）1月19日 - 体育館と校舎を増築。
- 1997年（平成9年）8月18日 - 総合選抜制の廃止が決定。
- 2000年（平成12年）4月1日 - 全日制課程で2学期制を導入。
- 2002年（平成14年）
  - 3月22日 - 西側部室が完成。
  - 3月25日 - エレベーターが完成。
- 2005年（平成17年）4月1日 - 全日制課程が3学期制に戻る。
- 2006年（平成18年）3月19日 - グラウンドの改修工事を実施。
- 2009年（平成21年）3月2日 - 18号棟（内部）のリフレッシュ・外壁改修耐震工事が完成。
- 2010年（平成22年）3月31日 - 広島県立久井高等学校を統合。

## 著名な出身者
- 恵川康太郎（元プロ野球選手）
- 藤本健作（元プロ野球選手）
- 楢原静（日本卓球初の世界王者）
- 村上淑子（元卓球選手）
- 丹古母鬼馬二（俳優）中退
- 仁井谷正充（コンパイル創業者）
- 河添克彦（元三菱自動車社長）
- 島田和幸（ファンケル代表取締役社長）
- 池田晃治（広島銀行頭取、会長、広島商工会議所会頭）
- 奥田圭子（タレント）
- ウシロシンジ（アニメーション監督）
- 池田敬子（元日本体育大学教授、元オリンピック体操選手）
- 戸野広浩司（俳優）